# Театральная площадь (Красноярск)
Театра́льная пло́щадь — площадь в Центральном районе города Красноярска.

## Первая Театральная площадь
В 1878 году на Староострожной площади было построено деревянное здание театра, после чего площадь была переименована в Театральную. В ночь с 14 на 15 октября 1898 года театр сгорел. Новое здание театра, получившего имя А. С. Пушкина, возвели в 1902 году на Воскресенской улице (ныне проспект Мира). 
В 1936 году на Театральной площади был построен стадион «Локомотив» и площадь перестала существовать.

## Площадь 350-летия Красноярска
15 ноября 1961 года был сдан в эксплуатацию Коммунальный мост через Енисей. У моста были созданы две площади: Предмостная — на правом берегу, и площадь 350-летия Красноярска — на левом берегу.
Проектирование и строительство архитектурного ансамбля, включающего в себя гостиницу «Красноярск», Красноярский театр оперы и балета и комплекс административных зданий (в том числе площади, позднее получившей наименование «площади 350-летия Красноярска») началось в 1967 году по проекту архитектора А. С. Демирханова. Площадь строилась на месте старой Лесной площади.
На Лесной площади стоял памятник Всевобучу, а с 1928 года располагался стадион «Динамо», где проходили городские массовые спортивные праздники, легкоатлетические соревнования, футбольные, мотобольные и хоккейные матчи (на зиму стадион заливался льдом), сдача норм ГТО. В 1967 году на острове Отдыха был построен Центральный стадион и стадион «Динамо» был снесён.

Памятник Чехову

На площади 350-летия Красноярска были построены: городской Дом Советов (ныне Администрация города), гостиница «Красноярск» (1970), здание Енисейского речного пароходства, здание Красноярского государственного театра оперы и балета (1966—1978).
В 1995 году на нижнем ярусе площади был установлен памятник А. П. Чехову (скульптор Ю. П. Ишханов). В 1890 году Чехов на этом месте ждал переправу через Енисей.
В июле 2001 года на площади заработал светомузыкальный фонтан. В этом же году на здании администрации города по проекту архитектора А. С. Демирханова была перестроена башня с часами.

## Театральная площадь
20 сентября 2005 года площадь была переименована в Театральную.
26 мая 2006 года перед зданием театра оперы и балета на 13-метровый пьедестал установили фигуру Аполлона (скульптор Александр Ткачук). 9 июня открылся светомузыкальный фонтан «Реки Сибири» (автор проекта А. С. Демирханов, скульпторы Константин Зинич, Виктор Моиселев, Алексей Нечепарчук и Андрей Кияницын).
В 2010 году была проведена реставрация здания театра оперы и балета, уличной мебели и центрального фонтана на площади. Теперь на этом фонтане установлены разноцветные лампы и музыкальное сопровождение. В день открытия из фонтана поднялась огромная струя воды.

## Галерея

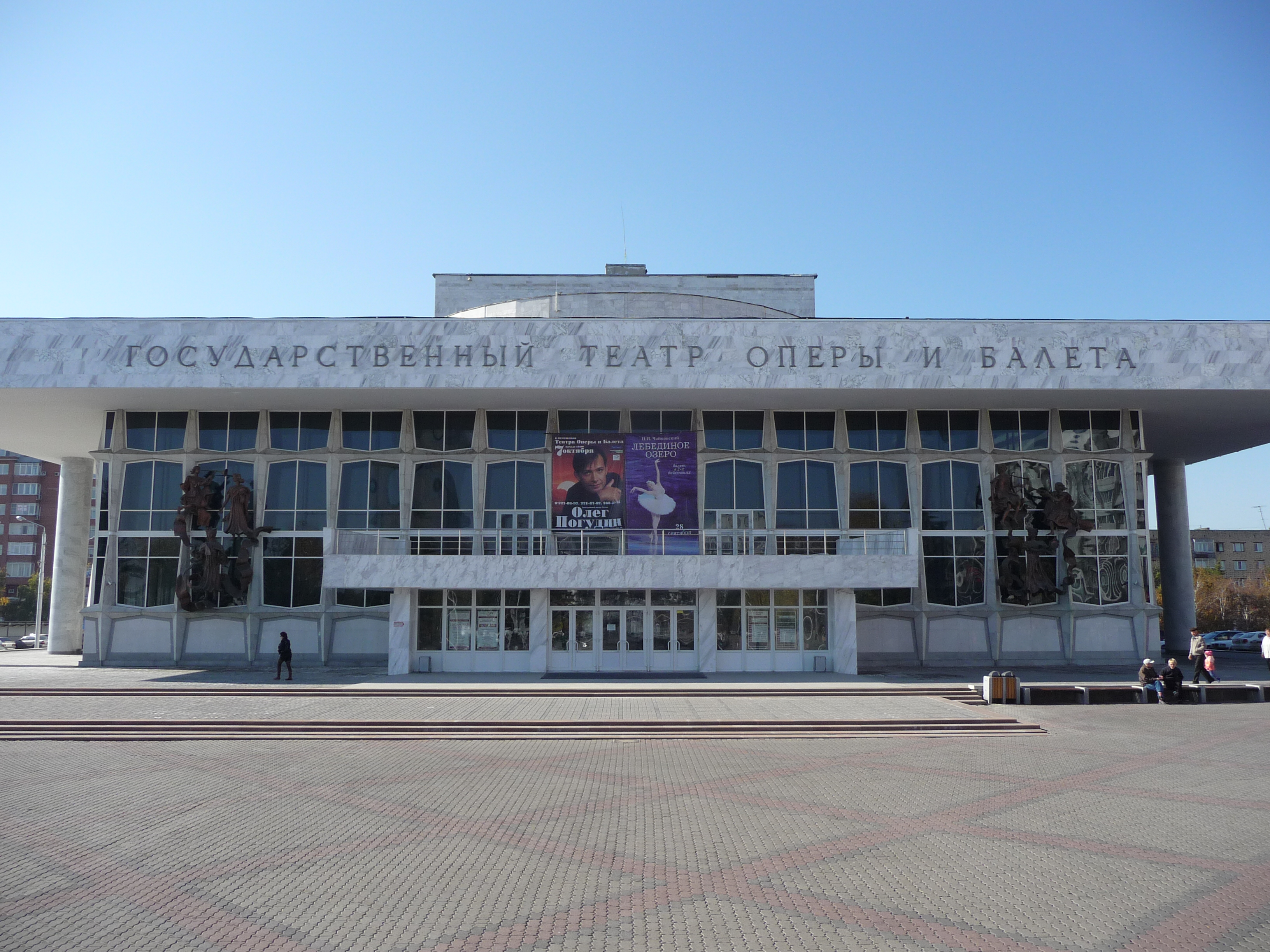
Красноярский театр оперы и балета
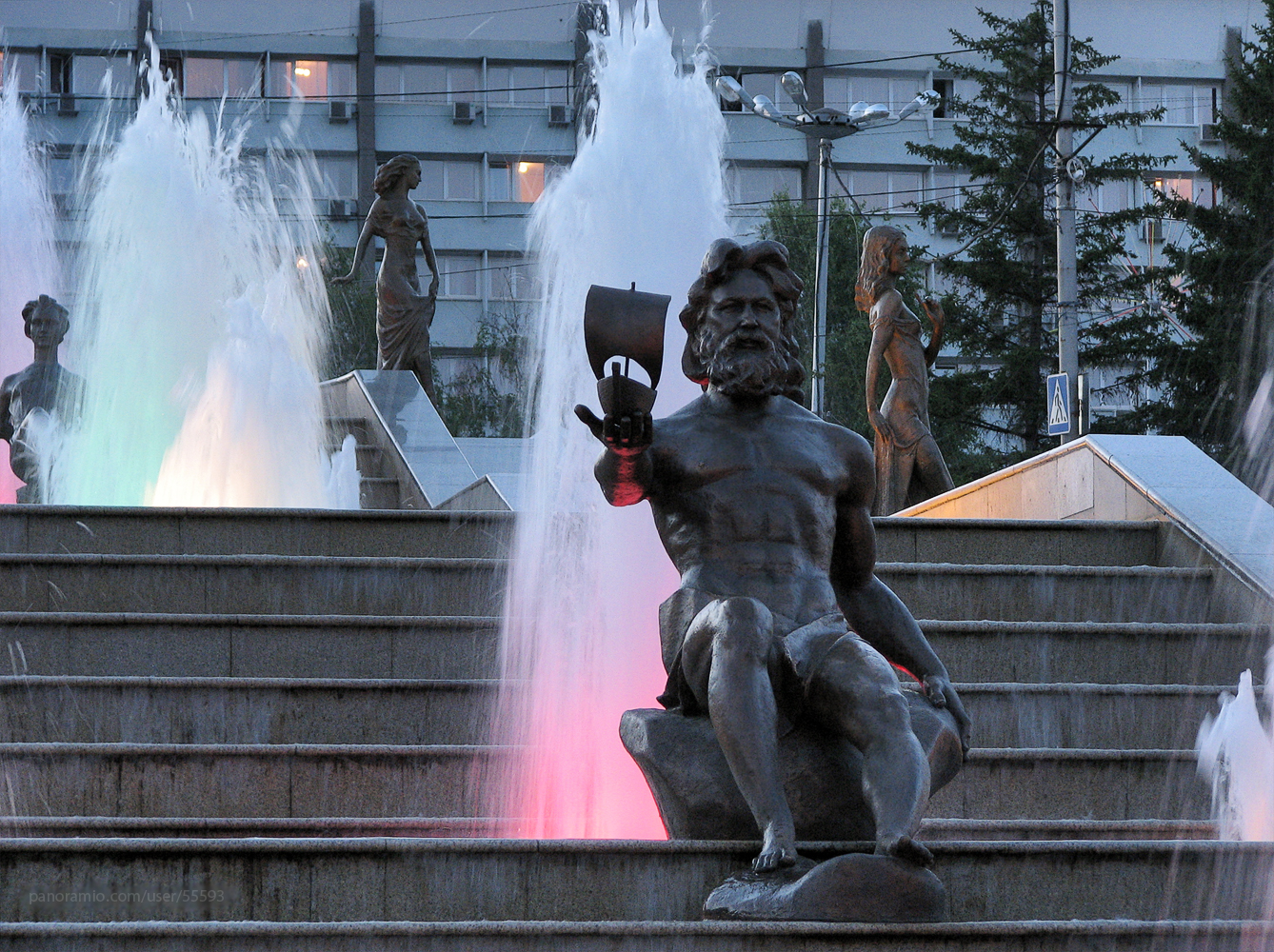
Фонтан «Реки Сибири». Скульптура «Енисей-батюшка»
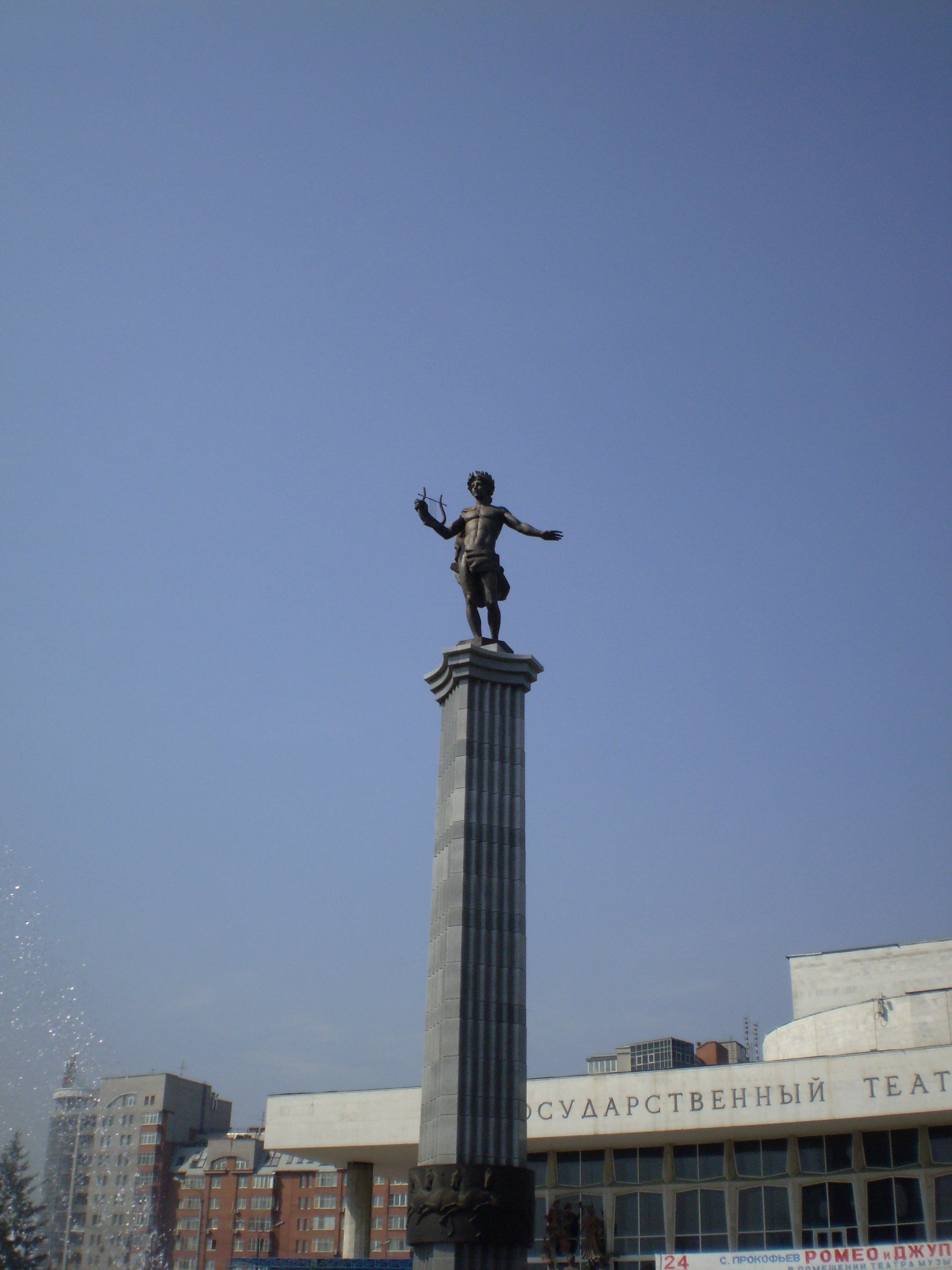
Статуя Аполлона
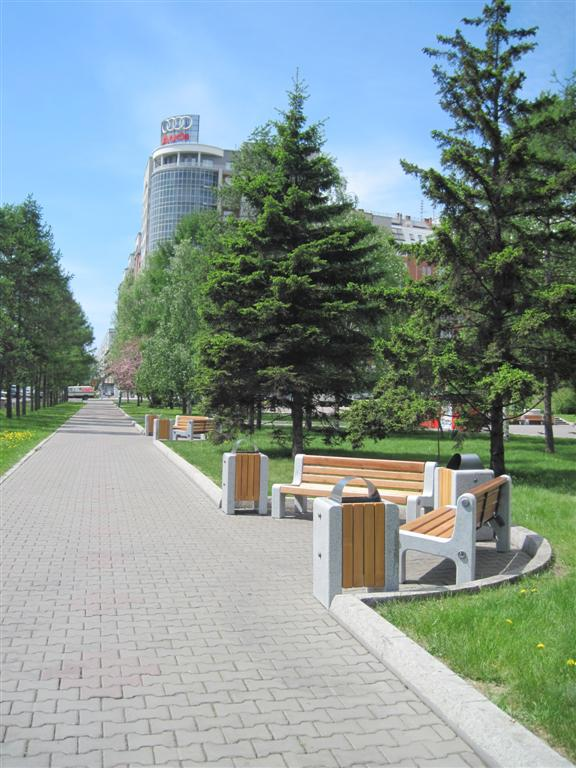
Прогулочная зона за площадью
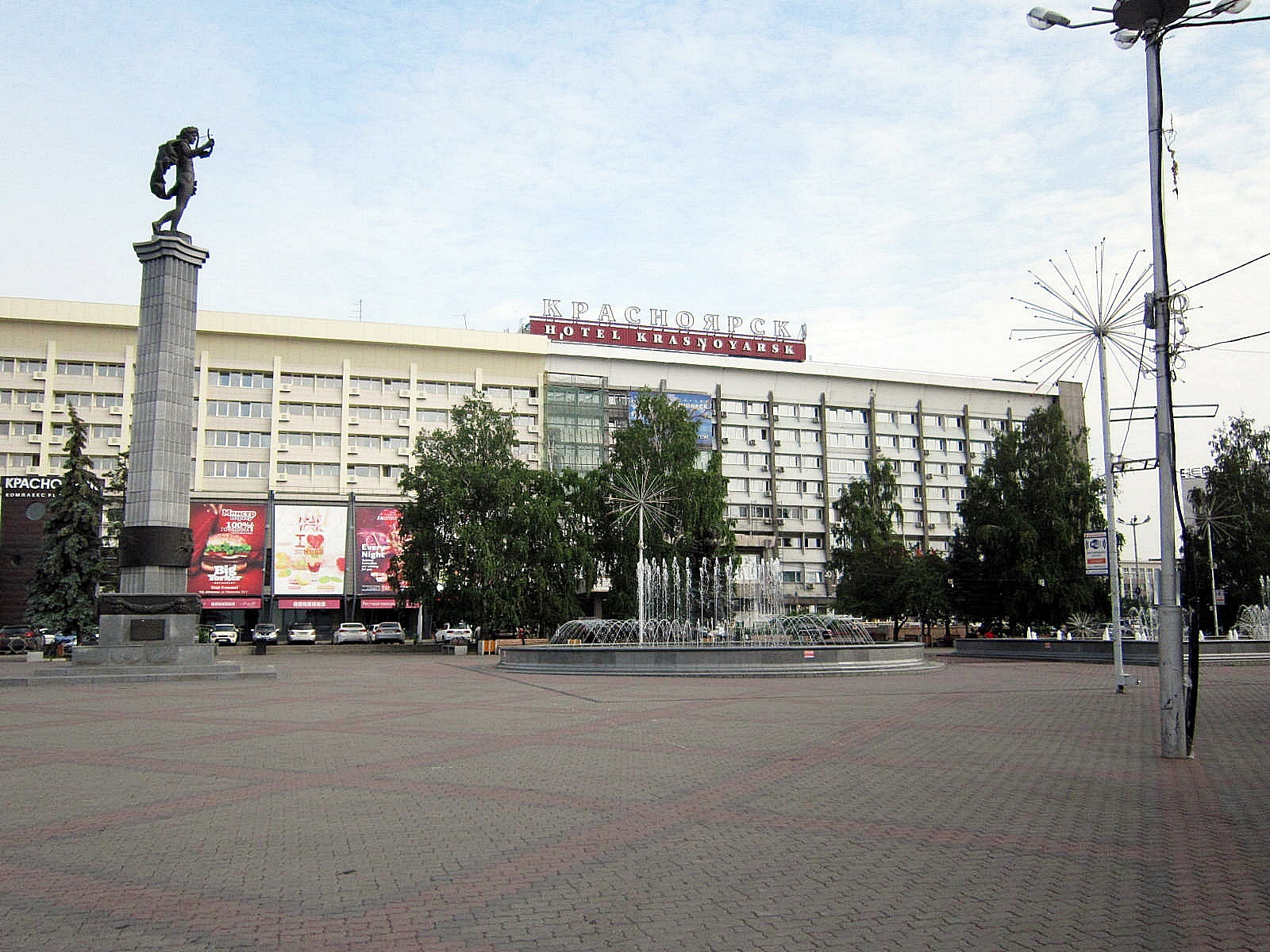
Гостиница «Красноярск»
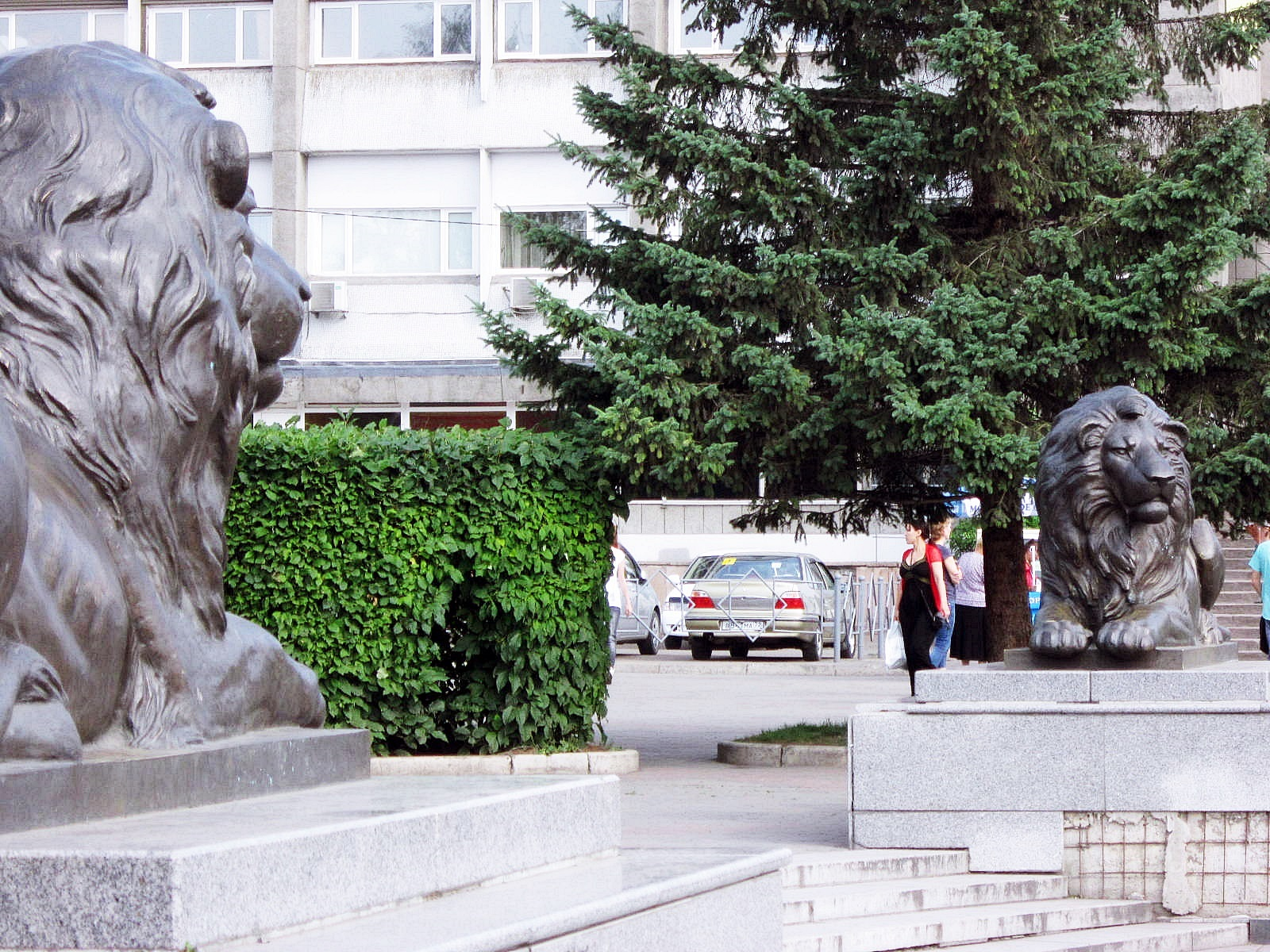
Львы со стороны улицы Вейнбаума
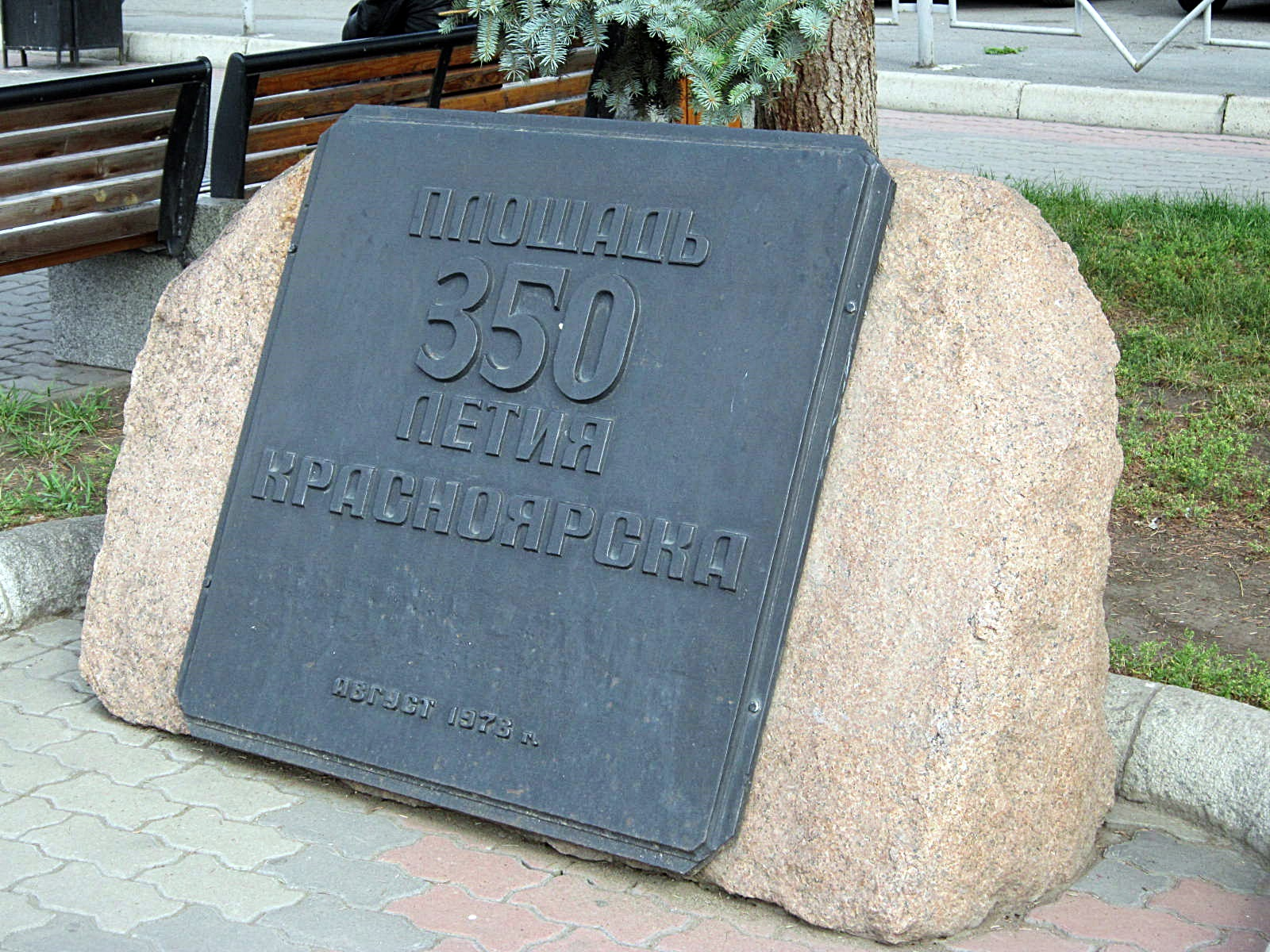
Памятный знак на площади
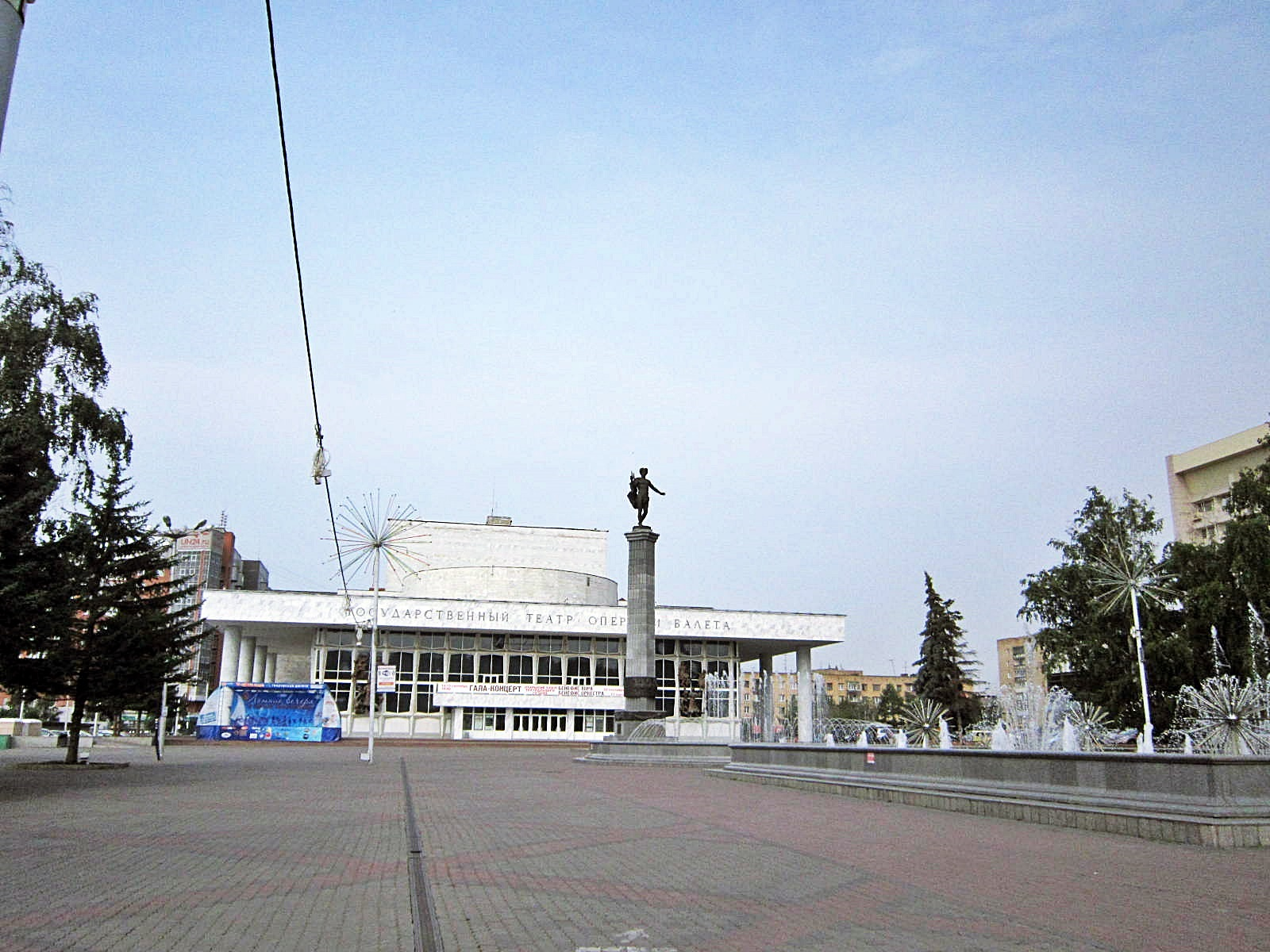
Театральная площадь